# Pachanga (Genre)
Die Pachanga, auch Merenconga, ist ein lateinamerikanischer Modetanz der frühen 1960er Jahre, der in der für ihre Salsa-Szene bekannten Stadt Cali noch immer getanzt wird. Das 
Orquesta Sublime hatte 1959 einen Hit mit La  pachanga, den der Komponist des Stücks, Eduardo Davidson (* 1929 als Claudio Cuza in Baracoa, Kuba; † 1994 in New York) wiederholen konnte, nachdem er 1960 nach New York übergesiedelt war. Wie der Name „Merenconga“ andeutet, handelt es sich musikalisch um eine Mischung aus Conga und Merengue. Die Pachanga wurde typischerweise von Charangas gespielt und löste in dieser Szene die Cha-cha-chá-Welle ab. Typisch sind kurze Begleitriffs mit hohen Anteil an melodisch gleichen Tönen in Streichern, Klavier und Bass.
Der zur gleichen Zeit populäre Stilbegriff Charanga wird meist durch die auf das nicht-lateinamerikanische Publikum übergreifende Beliebtheit der Pachanga erklärt, das dann Stil und Orchestertyp verwechselt haben soll. Dagegen spricht allerdings, dass auch kubanische Orchester wie Fajardo y sus Estrellas "Charangas" eingespielt haben – der Grund könnte so auch ein Verbot der "Pachanga" in Kuba sein. Zudem gibt es LPs, auf denen Pachangas genauso wie Charangas vertreten sind (diese sind Cha-cha-chás sehr ähnlich).